# Grand Slam (videójáték)
A Grand Slam baseball-videójáték, melyet a Burst Studios fejlesztett és a Virgin Interactive jelentetett meg. A játék 1997-ben jelent meg PlayStation, Sega Saturn és Microsoft Windows platformokra.
A játék borítóján Jeff Bagwell Houston Astros-egyesvédő és Scott Servais Chicago Cubs-elkapó szerepel.

## Fogadtatás
| Összegzőoldal | Értékelés         |
| ------------- | ----------------- |
| GameRankings  | 71% (PS) 51% (PC) |

| Szerző          | Értékelés   |
| --------------- | ----------- |
| GameSpot        | 6,5/10 (PS) |
| Next Generation | (PS)        |

A Grand Slam megosztott kritikai fogadtatásban részesült. A kritikusok egyetértettek abban, hogy a dobó- és ütőjátékok irányítása innovatív és új mélységet ad a baseball-videójátékok műfajába. Ezzel szemben viszont a grafikát és az animációt éles kritikával illették, és gyakran a 16 bites korszakara emlékeztetőnek írták le azokat. A Next Generation magazin szerkesztői megjegyezték, hogy „A Grand Slamnél minden funkció és opció a helyén van, azonban a gyenge minőségű grafikáját és a lassú menetét semmivel sem tudja kárpótolni.” A játék további funkciói és opciói is megosztott kritikai fogadtatásban részesültek; a GameSpot és a GamePro általánosságban bőségesnek találta ezeket, azonban a játékoszerkesztő és a csapatlicencek hiányát mindkét oldal szerkesztői negatívumként emelték ki, hiszen a játék legtöbb riválisában ezek mind megtalálhatóak. A GameSpot mindezek ellenére azt írta, hogy „Meglehet, hogy nincsenek benne a csapatlicencek, ötven évnyi statisztika vagy lenyűgöző grafika, azonban valóban szórakoztató (és valódi MLB-játékosok szerepelnek benne). Elég csak annyit mondanom, hogy a baseballfanatikusok csalódni fognak ebben a címben, azonban azok a hétköznapi sportrajongók, akik egy élvezhető baseballszimulátort keresnek, lehet, hogy   mégis figyelmen kívül tudják hagyni ezen hiányosságokat.” A GamePro értékelése is hasonló volt, habár az összegzés kevésbé volt kedvező: „…ha figyelmen kívül tudod hagyni a játék hibáit, akkor egész jól fogod magad érezni. Azonban a piacon lévő olyan rendkívüli játékok mellett, mint a Triple Play ’98, miért is elégednél meg annál kevesebbel?”

## Fordítás
- Ez a szócikk részben vagy egészben  a   Grand Slam (video game) című angol Wikipédia-szócikk ezen változatának fordításán alapul.  Az eredeti cikk szerkesztőit annak laptörténete sorolja fel. Ez a jelzés csupán a megfogalmazás eredetét és a szerzői jogokat jelzi, nem szolgál a cikkben szereplő információk forrásmegjelöléseként.